# 누난 증후군
누난 증후군(Noonan syndrome, NS)은 상염색체 우성 선천성 질병으로 터너 증후군과 유사한 증세를 보이는 유전병이다.